# شین دونگ هو
شین دونگ هو (کره‌ای: 신동호؛ زادهٔ ۲۹ ژوئن ۱۹۹۴) خواننده و بازیگر سابق اهل کره جنوبی است.